# Chapinería
Chapinería é um município da Espanha
na província e comunidade autónoma de Madrid, de área 25,4 km² com população de 1788 habitantes (2006) e densidade populacional de 68,38 hab/km².

## Demografia
| Variação demográfica do município entre 1991 e 2004 | Variação demográfica do município entre 1991 e 2004 | Variação demográfica do município entre 1991 e 2004 | Variação demográfica do município entre 1991 e 2004 |
| --------------------------------------------------- | --------------------------------------------------- | --------------------------------------------------- | --------------------------------------------------- |
| 1991                                                | 1996                                                | 2001                                                | 2004                                                |
| 907                                                 | 1145                                                | 1458                                                | 1726                                                |